# Aurelia Correia
 (mars 2025).
Pour les articles homonymes, voir Correia.
Dona Aurelia Correia (décédée vers 1875), également connue sous les noms de Mae Aurelia, Mame Correia Aurelia et Madame Oralia, est une marchande d'esclaves euro-africaine (Signare). Elle est surnommée « Reine de l'Orango » par les Portugais et les Luso-Africains. Aurelia, une marchande d'esclaves d'Afrique de l'Ouest, est probablement née d'une union entre un commerçant du Cap-Vert et une femme locale. Elle est une figure clé de la vie économique de la Guinée-Bissau au cours de la première moitié du XIXe siècle. Elle est considérée comme la personne la plus célèbre venant de la communauté des signares. Elle est considérée comme un membre important de la communauté par les Portugais et est décrite comme une puissante femme d'affaires dans la tradition orale africaine. Elle est l'enfant adoptive et peut-être la nièce maternelle de Julia da Silva Cardoso, et l'épouse de l'homme d'affaires Caetano José Nozolini (1800-1850), gouverneur portugais du Cap-Vert. Du côté de sa mère, Correia descend des Bijagó, le matrilignage dirigeant de l'île d'Orango, la plus grande et la plus importante de l'archipel de la côte guinéenne.

## Une intermédiaire
Correia est bonne en affaires et a de l'influence. Les chefs locaux et le gouvernement portugais lui ont souvent demandé son aide. Elle a ainsi agi en tant que diplomate et médiatrice entre les Portugais et la population indigène, ainsi qu'entre les Portugais et les Britanniques et, à ce titre, elle a joué un rôle politique important dans la région.

## Dynamique du pouvoir
Les Portugais et les habitants de la région veulent se sentir en sécurité et se sont donc tournés vers des dirigeants au pouvoir. À Bissau, à partir de la fin des années 1820, des personnalités importantes comme Aurelia Correia, Caetano Nozolini et Mãe Julia ont eu une grande influence sur la dynamique du pays. Tout le monde dans la communauté commerçante et même le pouvoir politique reconnaissaient leur influence.

## Dynamique commerciale changeante
Pour offrir une compréhension plus large, le remplacement réussi de Mattos par Mãe Aurélia et Nozolini signifie le passage d’une connexion luso-africaine à une connexion capverdienne-africaine à Bissau. Ce changement s'est poursuivi jusqu'aux années 1450, ainsi cela marque le début de l'ère coloniale. Jusque dans les années 1880, les commerçants capverdiens et luso-africains sont principalement concurrencés, non pas par des rivaux portugais, mais par des intérêts commerciaux français basés au Sénégal. À partir des années 1830, les commerçants français, franco-africains et sénégalais ont commencé à étendre leur présence dans le domaine commercial de Bissau, englobant le fleuve Rio Geba et l'archipel des Bissagos. Leur influence croissante à travers les alliances matrimoniales impliquent les enfants de Aurelia Correia, Nozolini et d’autres familles luso-africaines de Cacheu, Ziguinchor et d’autres régions de la région Guinée-Bissau.

## Montée du pouvoir
L'accession au pouvoir de Aurelia Correia et Nozolini remonte au soulèvement de mai 1826 de la garnison de la praça. En décembre 1825, le capitaine Domingos Alves de Abreu Picaluga, un officier de l'armée portugaise arrivé depuis peu en Guinée, remplace Mattos en tant que commandant de la praça. Lorsque les soldats se sont révoltés en mai, Mattos est absent de Bissau. Les rebelles, menés par plusieurs officiers et l'aumônier, sont réprimés avec l'aide d'un navire de guerre britannique, mais c'est Nozolini, qui commande un groupe de soixante individus, qui joue un rôle important dans le rétablissement de l'ordre. Plus tard, Picaluga est relevé de son commandement et Mattos revint temporairement pour stabiliser la situation avant de céder le commandement en 1827 à un autre officier portugais, le capitaine Luiz António Bastos. Cependant, ni Bastos ni son successeur, le lieutenant de marine Francisco José Muacho, ne peuvent exercer le même niveau d'autorité que Mattos. Il est devenu évident qu'au cours de cette période, Nozolini et Aurelia Correia ont consolidé leur position de principaux commerçants de Bissau. Elle est co-gérante de la société multi-entreprises Nozolini Jr. & Co. . Elle est d'abord marchande d'esclaves, puis s'est progressivement tournée vers la culture d'arachides avec le travail d'esclave lorsque la traite des esclaves en Afrique de l'Ouest a commencé à diminuer dans les années 1830. Elle a exporté des arachides vers la France via Gorée, a introduit la culture de l'arachide dans de nombreuses régions de Guinée et est probablement devenue le plus grand planteur d'arachides de Guinée.

## Réseau commercial avec les ports français
Correia dirige l'usine et supervise la culture de divers aliments telles que les arachides, le riz et le maïs, et emploi des travailleurs esclaves. Les cacahuètes récoltées sont exportées vers Marseille via les ports français de la côte sénégalaise, comme Gorée et Saint-Louis. Les sociétés commerciales françaises jouent un rôle crucial dans ce processus, en fournissant aux agriculteurs du crédit et des semences en échange de leurs récoltes.

## Rôle genré dans l'économie de Bijago
Le riz est la principale source de nourriture dans l'économie de Bijago. Pendant que les hommes préparent les champs, les femmes s'occupent du processus intensif de culture et de récolte, qui dure environ huit mois. Les hommes se concentrent sur des tâches telles que la récolte du vin et de l’huile de palme, la pêche et la chasse, même si la chasse a diminué en raison de la diminution de la disponibilité du gibier. Il est suggéré que dans le passé, pendant les périodes où les hommes sont impliqués dans la guerre, les femmes jouent probablement un rôle économique et social encore plus important que pendant la présence des hommes. Alors que les contributions des hommes en matière de pêche, de chasse et de cueillette diminuent pendant les conflits, le rôle des femmes dans la culture du riz et d'autres productions alimentaires est devenu relativement plus crucial, en particulier en période de pénurie lorsque les échanges entre les îles et le commerce continental sont restreints.

## Expansion et influence
Au milieu des années 1840, Correia agrandit à nouveau la ferme de Bolama, ce qui fait de sa ferme la plus grande plantation de la région. Son succès a attiré d’autres commerçants de Bissau, qui ont également installé des usines d’esclaves et des fermes d’arachide près de sa plantation. À la fin des années 1850, des sources britanniques l'appellent « Madame Oralia ». Elle est ainsi propriétaire d'un vaste domaine exploité par environ trois cents esclaves, et possède de vastes magasins. Elle profite de ses relations étroites avec les Bijagós et d'autres communautés africaines, elle s'installe sur la rive nord de l'anse du Rio Grande, près de Bolama, où une augmentation de la culture de l'arachide entraîne une augmentation rapide du nombre de plantations d'arachides (une quarantaine à la fin des années 1850), cultivé en utilisant des esclaves et du travail contractuel.
Son utilisation du travail forcé a provoqué des conflits entre elle et l'escadron britannique de l'Afrique de l'Ouest, qui a vendu ses plantations à Bolama en 1839, et Freetown, qui l'a chassée de Bolama en 1860. Dans les années 1850, elle possède un tiers de tous les esclaves de Guinée. Des documents portugais confirment que du XVIème au XIXème siècle, les Bijago sont connus pour être de féroces pillards qui voyagent beaucoup et sont très craints. Ils capturent de nombreux individus, qui sont ensuite vendus aux marchands d'esclaves européens. Il reste à étudier dans quelle mesure les domaines de contrôle des affaires de Mattos et Aurelia Correia correspondent aux divisions politiques ou sociales au sein de la communauté Bijago.

## Les épouses africaines comme interprètes
Lorsque les Européens sont arrivés, ils ne comprennent pas les traditions africaines, comme la langue. Ainsi, les épouses africaines sont devenues très importantes pour les Européens. Ces femmes les ont aidés en traduisant les langues et les cultures et en travaillant ensemble en affaires. Les femmes africaines ont tiré le meilleur parti de ces situations, non seulement pour elles-mêmes mais aussi pour leurs proches masculins. Par conséquent, elles ont commencé à jouer un rôle très important en tant qu’intermédiaires commerciaux et médiatrices entre les communautés africaines et les commerçants européens. Ce rôle est également assumé par leurs enfants d'origine mixte afro-européenne, tant féminins que masculines. Au milieu des années 1850, l’entreprise comptent plus de 430 esclaves, soit près d’un tiers de tous les esclaves recensés à Bissau en 1856. Cependant, l'entreprise commence progressivement à décliner et finit par s'effondrer dans les années 1860 en raison de dettes et de désaccords sur les héritages entre les différents membres des familles commerçantes de Correia et de Nozolini. À cette époque, la traite transatlantique des esclaves depuis la côte guinéenne a presque cessé.

## L'héritage d'Aurelia Correia
Les sociétés commerciales françaises ont pour l’essentiel pris le contrôle du commerce de l’arachide en Sénégambie. Aurelia Correia est probablement décédée vers le milieu des années 1870. Même après sa mort, elle est devenue un symbole, notamment dans les récits portugais. En évoquant son rôle dans le maintien d'une présence portugaise dans une zone importante par les intérêts français et britanniques. Elle a également maintenu une réputation locale de commerçante métisse très prospère, une réputation dont on se souvient encore aujourd'hui dans les histoires locales.

## Voir également
- Efunroye Tinubu
- Signare